# Tạp chí Ngoại thương Cộng hòa Dân chủ Nhân dân Triều Tiên
Tạp chí Ngoại thương Cộng hòa Dân chủ Nhân dân Triều Tiên là một tạp chí của Bắc Triều Tiên. Nó bao gồm các công ty Bắc Triều Tiên đang muốn xuất khẩu sản phẩm của họ và quảng bá những thông tin liên hệ chi tiết. Tạp chí có liên kết với Ủy ban Xúc tiến Thương mại Quốc tế Bắc Triều Tiên. Nó được xuất bản hàng quý (theo từng quý) bởi Nhà xuất bản Ngoại thương của Bắc Triều Tiên. Tạp chí được xuất bản bằng các ngôn ngữ như: tiếng Anh, tiếng Trung Quốc, tiếng Pháp, tiếng Nhật, tiếng Nga và tiếng Tây Ban Nha.

## Các công ty và sản phẩm
Một phân tích năm 2011 của Triều Tiên về các số báo của tạp chí trong khoảng thời gian 5 năm và kết luận rằng có khoảng 200 công ty xuất khẩu của Triều Tiên đang hoạt động cố gắng để kiếm ngoại tệ. Tuy nhiên, trên thực tế, con số đó có thể nhỏ hơn bởi vì các công ty Triều Tiên thường xuyên đổi tên để tránh các lệnh trừng phạt.
Một số công ty đề nghị sản xuất hàng hóa theo quy cách của người mua. Tạp chí được biết đến với việc quảng cáo các sản phẩm đôi khi bất thường. Ví dụ, vào năm 2013, tạp chí đã quảng cáo trái phép Sesame Street Big Bird, Cookie Monster, Elmo và các động vật sang trọng do Kyonghung Trading Corporation sản xuất. Một vấn đề 2015 thúc đẩy buôn bán lông thú của Tổng công ty Thương mại lông thú Taehung, mặc dù có không có kiến thức trước đây của xuất khẩu lông thú tại Bắc Triều Tiên. Vấn đề tương tự cũng thúc đẩy một viên thuốc "chữa bách bệnh" với mô tả một cách mơ hồ về liều lượng và tuân thủ không rõ ràng các tiêu chuẩn của thuốc, có khả năng nhắm vào thị trường đông dược ở châu Á.